# Dolaryzacja
Dolaryzacja – wprowadzenie jednostki monetarnej np. dolara jako waluty alternatywnej lub zamiast waluty krajowej w celu korzystania z niego jako ze środka płatniczego w obrotach pieniężnych wewnątrz danego państwa. Dotyczy to głównie najbardziej rozpowszechnionych walut świata tzn. dolara amerykańskiego (USD) i euro (EUR).
Najważniejszymi krajami, który oficjalnie wprowadziły dolaryzację były: Panama (1904), Ekwador (2000) i Salwador (2001). Do lipca 2005 jedynymi walutami używanymi do oficjalnej dolaryzacji były: dolar amerykański, dolar nowozelandzki, nowy lir turecki, rosyjski rubel, frank szwajcarski, dolar australijski i rupia indyjska.

## Formy występowania
- nieoficjalna, bez legalnej zgody (większość krajów Ameryki Łacińskiej i Karaibów, w szczególności: Argentyna, Boliwia, Meksyk, Peru i Ameryka Środkowa; większych krajów byłego Związku Radzieckiego, tj. Armenia, Azerbejdżan, Gruzja, Rosja, Ukraina; pojedyncze inne kraje: Mongolia, Mozambik, Rumunia, Turcja, Wietnam);
- półoficjalna (lub oficjalna w systemach bimonetarnych), kiedy waluta obca występuje jako prawny środek płatniczy, ale jest mniej ważny niż waluta krajowa (USD: Bahamy, Kambodża, Haiti, Laos, Liberia; inne waluty: Bhutan, Bośnia, Lesotho, Namibia);
- oficjalna, gdy państwo zupełnie rezygnuje z używania waluty krajowej na korzyść waluty obcej.

## Konsekwencje dolaryzacji

### Korzyści
- senioraż (seigniorage), czyli przychód z wypuszczania waluty;
- zwiększenie stabilności finansowej[1]
- wzrost zaufania na arenie międzynarodowej
- zmniejszenie się stopy inflacji;
- częste zmniejszenie się kosztów transakcji;
- w przypadku stabilnych walut − wyeliminowanie ryzyka krachu walutowego
- wyeliminowanie kosztów emisji pieniądza (druk banknotów, bicie monet itp.)

### Koszty
- presja kraju zdolaryzowanego wywierana na kraj, z którego pochodzi waluta, by ten rozwiązywał jego ewentualne problemy ekonomiczne;
- tzw. koszty zmiany cenników (ceny, oprogramowanie komputerowe, kasy dostosowane do wcześniejszej waluty);
- utrata możliwości prowadzenia polityki pieniężnej[1]. Hipotetycznie może wystąpić sytuacja gdy kraj zdolaryzowany jest w odwrotnej fazie cyklu koniunkturalnego niż kraj, z którego pochodzi waluta. Skutecznie prowadzona polityka monetarna kraju emitenta będzie wtedy oddziaływać dokładnie odwrotnie do potrzeb kraju zdolaryzowanego. Istotnym problemem jest także to gdy występuje znaczna różnica rozwoju i struktury obu gospodarek.
- koszt straty krajowego banku centralnego jako pożyczkodawcy ostatniej instancji.
- jeśli kraj zacofany gospodarczo przyjmuje silną, stabilną walutę kraju rozwiniętego, to silny popyt na tani kredyt zwykle napędza spiralę zadłużenia

## Lista państw oficjalnie zdolaryzowanych

### Dolar amerykański
- Brytyjskie Wyspy Dziewicze;
- Timor Wschodni;
- Ekwador;
- Salwador;
- Palau;
- Panama;
- Mikronezja;
- Wyspy Marshalla.

### Euro
- Kosowo;
- Monako;
- Andora;
- San Marino;
- Watykan;
- Czarnogóra.

### Rubel
- Abchazja;
- Osetia Południowa.

### Dolar nowozelandzki
- Wyspy Cooka;
- Niue;
- Wyspy Tokelau;
- Pitcairn.

### Dolar australijski
- Kiribati;
- Nauru;
- Tuvalu;

## Dolar i euro w dolaryzacji
Oznaczenia  walut:
█ Dolar amerykański

Światowe użycie dolara amerykańskiego i euro

█ Oficjalna dolaryzacja - dolar amerykański
█ Euro
█ Oficjalna dolaryzacja - euro